# Джяравица (озеро)
Джяравица (серб. Ђеравица, алб. Gjeravicës) — озеро ледникового типа питания, расположенное на одноимённой горе (на высоте около 2200 м над уровнем моря) в Косове. Единственной рекой, вытекающей из озера, является река Ереник. Имеет форму зуба; максимальная длина достигает 240 м, ширина — 120 м.
В озере обитает большое количество видов рыб и земноводных.